# Шпагети
Шпагети су тестенина танког и подужег облика, отприлике 2 mm дебљине а 30 cm дугачке у некуваном стању. Шпагети се углавном продају у паковањима од 500 g. Припремају се кувањем у осољеној води од 5 до 10 минута. 
Као и друге тестенине, шпагети се праве од млевене пшенице и воде и понекад су обогаћени витаминима и минералима. Италијански шпагети се обично праве од крупице дурум пшенице. Тестенина је обично бела јер се користи рафинисано брашно, али се може додати и интегрално брашно. Шпагетони су дебљи облик шпагета, док су капелини веома танки шпагети.

## Етимологија
Шпагети су облик множине италијанске речи шпагето, која је умањеница од шпаго, што значи „танак низ” или „канап”.

## Историја
Први писани запис о тестенини потиче из Талмуда у 5. веку нове ере и односи се на сушену тестенину која се може кувати, који је био згодно преносив. Неки историчари мисле да су Арапи унели тестенину у Европу током освајања Сицилије. На Западу, можда је први пут прерађена у дугачке, танке форме на Сицилији око 12. века, како сведочи Табула Рогериана Мухамеда ал-Идрисија, извештавајући о неким традицијама о сицилијанском краљевству.
Популарност шпагета проширила се широм Италије након оснивања фабрика шпагета у 19. веку, што је омогућило масовну производњу шпагета за италијанско тржиште.
У Сједињеним Државама, крајем 19. века, шпагети су се у ресторанима нудили као резанци куваних претходно ал денте, и благог парадајз соса са укусом зачина и поврћа, као што су каранфилић, ловоров лист, и бели лук) и тек деценијама касније почело је да се припрема са ориганом или босиљком.

## Производња

### Свеже шпагете
Најједноставније, имитација шпагета може се формирати само помоћу оклагије и ножа. Кућна машина за тестенине поједностављује ваљање и чини сечење уједначенијим. Али, наравно, сечење листова производи тестенину правоугаоног, а не цилиндричног попречног пресека и резултат је варијанта фетућина. Неке машине за тестенину имају додатак за шпагете са кружним рупама које истискују шпагете или обликоване ваљке који формирају цилиндричне резанце.
Шпагети се могу направити ручно ручним ваљањем кугле теста по површини да би се направио дуг облик кобасице. Крајеви кобасице се раздвоје да би се направила дуга танка кобасица. Крајеви се спајају и омча се повлачи како би се направиле две дугачке кобасице. Процес се понавља док тестенина не буде довољно танка. Дугме за тестенину на сваком крају су одсечене остављајући много нити које се могу окачити да се осуше.
Свежи шпагети би се обично кували у року од неколико сати од формирања. Произведене су комерцијалне верзије свежих шпагета.

### Суве шпагете
Највећи део сушених шпагета се производи у фабрикама помоћу пужних екструдера. Иако је у суштини једноставан, процес захтева пажњу на детаље како би се осигурало да се мешањем и гнетењем састојака добије хомогена мешавина, без ваздушних мехурића. Калупи за формирање морају бити хлађени водом како би се спречило кварење тестенине прегревањем. Сушење новоформираних шпагета треба пажљиво контролисати да се праменови не би слепили и оставити довољно влаге да не буду превише ломљиви. Амбалажа за заштиту и излагање развила се од папирног умотавања до пластичних кеса и кутија.

## Припремање
Свежи или суви шпагети се кувају у великој посуди са посољеном, кључалом водом, а затим оцеде у цедиљку.
У Италији се шпагети углавном кувају ал денте, потпуно кувани, али и даље чврсти за залогај. Такође се може кувати до мекше конзистенције.
Шпагетони су дебљи шпагети за које је потребно више времена за кување. Шпагетини су тањи облик за који је потребно мање времена за кување. Капелини је веома танак облик шпагета (називају се и „шпагети са анђеоском косом“ или „тестенина за косу анђела“) који се кувају веома брзо.

Прибор који се користи за припрему шпагета укључује кашику за шпагете и хватаљке за шпагете.
- Кување шпагета
- Кашика за шпагете
- Хватаљка за шпагете

## Сервирање
Амблем италијанске кухиње, шпагети се често послужују са сосом од парадајза, који може да садржи разно биље (посебно оригано и босиљак), маслиново уље, месо или поврће. Рендани тврди сиреви често се посипају по врху.

## Шпагети у свету
У Немачкој постоји сладолед под називом Spaghettieis. Састоји се од сладоледа од ваниле (имитација шпагета), прелива од јагоде (имитација соса од парадајза) и изредане беле чоколаде (имитација сира). Њих је смислио немачки посластичар Дарио Фонтанела

## Галерија
- Шпагете у Напуљу
- Сцена из филма Американац у Риму, 1954
- Ајфелов торањ од шпагета
- Спремање шпагети